# NGC 4849
NGC 4849 је лентикуларна галаксија у сазвежђу Береникина коса која се налази на NGC листи објеката дубоког неба.
Деклинација објекта је + 26° 23' 47" а ректасцензија 12h 58m 12,7s. Привидна величина (магнитуда) објекта NGC 4849 износи 13,1 а фотографска магнитуда 14,1. NGC 4849 је још познат и под ознакама IC 3935, UGC 8086, MCG 5-31-44, CGCG 160-56, PGC 44424.